# Per-Jakez Hélias
Per-Jakez Helias (Pouldreuzic, 1914 - 1995) fou un escriptor i periodista bretó. Va néixer en una família d'agricultors bretonòfons. Va aprendre francès a l'escola i continuà els estudis a Quimper i a Rennes. De 1946 a 1975 treballà com a professor agregat de lletres clàssiques a l'Escola Normal de Quimper.
El 21 de desembre de 1946, ell i Pierre Trépos van reiniciar les emissions de ràdio en bretó, per a la que va compondre anuncis i peces de teatre. El 1948 fou un dels animadors del Festival de Cornualla, del que en serà conseller algun temps. El 1950 va crear la revista Brud. Alineat dins les tendències més pragmàtiques del nacionalisme bretó, milità a Ar Falz i a Emgleo Breiz alhora que publicava cròniques a La Bretagne de París i al quotidià Ouest-France, on va publicar extractes d'algunes de les seves obres. El 1971 va participar en les primeres emissions de televisió en bretó Breizh o veva (Bretanya viva). El 1919 va rebre l'Orde de l'Hermini.

## Obres
- Biskoaz kemend-all, 1947
- Eun ano braz, 1953
- War eun dachenn foball, 1955
- Danses de Bretagne, imatges de Bretanya Jos Le Doaré.
- Mojennou Breiz I, 1957
- Tan ha ludu, 1957
- Eun den maro ha ne goll ket e benn, 1958,
- Mojennou Breiz II, 1959,
- Mevel ar Gosker, 1959
- Kanadenn Penn ar Bed, 1959
- Marvaillou ar votez-tan. Contes bretons du sabot à feu, 1961, bilingüe
- Comme on connaît ses saints, 1961
- Maner Kuz. Manoir secret, 1964, bilingüe
- Divizou eun amzer gollet. Devis d'un temps perdu, 1966, bilingüe
- Contes bretons du pays bigouden, 1967
- Bretagne aux légendes : la mer, 1967
- An Izild a heul. Yseult seconde, 1969, bilingüe
- Costumes de Bretagne, 1969
- Contes bretons de la Chantepleure, 1971
- Tradition bretonne : le savoir-vivre, 1973
- Ar men du. La pierre noire, 1974
- Le Cheval d'orgueil, 1975, llibre de memòries, adaptat al cinema el 1980 per Claude Chabrol.
- Tradition bretonne : Logis et ménages, 1975
- Comment un Breton devint roi d'Angleterre, escrit pel seu fill Malo, 1976
- Peziou-c'hoari Jakez Krohen, 1977,
- Les autres et les miens : le trésor du Cheval d'orgueil, 1977
- Penaoz e teuas eur Breizad da veza roue Bro-Zaoz, 1977,
- Le Grand valet, La Femme de paille, Le Tracteur - Théâtre I
- Lettres de Bretagne - langues, culture et civilisations bretonnes, 1978
- An tremen-buhez. Le passe-vie, 1979, bilingüe
- Peziou-c'hoari Jakez Krohen, 1980
- La sagesse de la terre, 1980
- Quimper en Cornouaille, 1980
- Au pays du Cheval d'orgueil, 1980
- Piou e-neus lazet an hini koz ?, 1981,
- L'esprit du rivage, 1981
- L'Herbe d'or, 1982
- Images de Bretagne, 1983
- La colline des solitudes, 1984
- Les contes du vrai et du semblant, 1984
- Marh al lorh, 1986,
- Bugale Berlobi I - Brud an Dreued, 1987,
- Lisbonne, 1987
- Bugale Berlobi II - Marvaillou da veva en ho sav, 1988,
- Vent de soleil, 1988
- Midi à ma porte, 1988
- Amsked. Pobl an noz. Clair-obscur. Le peuple de la nuit, 1990, bilingüe
- Le quêteur de mémoire, 1990
- La nuit singulière, 1990
- D'un autre monde. A-berz eur bed all, 1991
- Katrina Lenn-zu, 1993,
- Le diable à quatre, 1993
- Le piéton de Quimper, 1993
- Ventre-à-Terre, l'aventurier, écrit pour son petit fils Elvin
- Ruz-Kov ar foeterez-vro,
- Un pays à deux langues, inédits de son vivant

## Coautor
- Gant ar mareoù-bloaz - Au fil des saisons, bilingüe
- La côte - Recueil de chants celtiques, 1983
- Lod all a varv… / D'autres meurent, bilingüe
- Magies de la Bretagne
- Toinou - le cri d'un enfant auvergnat (pays d'Ambert)

## Cròniques
- Biskoaz kemend-all ! (toms 1 a 10), en bretó